# Walerij Kastielski
Walerij Kastielski (ur. 12 maja 1941 w Moskwie; zm. 17 lutego 2001 tamże) – rosyjski pianista; laureat VI nagrody na VI Międzynarodowym Konkursie Pianistycznym im. Fryderyka Chopina (1960).

## Życiorys
Naukę rozpoczął w wieku sześciu lat. Początkowo uczył się w Instytucie Muzyczno-Pedagogicznym im. Gniesinych w Moskwie (obecnie Rosyjska Akademia Muzyczna im. Gniesinych). W latach 1958–1963 studiował w Konserwatorium Moskiewskim. Jego nauczycielem był prof. Heinrich Neuhaus, u którego odbył też dwuletnią aspiranturę.
W trakcie swojej kariery odniósł sukcesy na kilku konkurach pianistycznych:
- VI Międzynarodowy Konkurs Pianistyczny im. Fryderyka Chopina (1960) – VI nagroda[2]
- Międzynarodowy Konkurs im. Marguerite Long i Jacques’a Thibaud (1963) – V nagroda
- Międzynarodowy Konkurs Pianistyczny ARD w Monachium (1967) – III nagroda

Wziął też udział w Międzynarodowym Konkursie Muzycznym im. Piotra Czajkowskiego (1962), jednak nie odniósł tam sukcesu.
Po sukcesie na Konkursie Chopinowskim występował kilka razy w Polsce (m.in. na Międzynarodowym Festiwalu Chopinowskim w Dusznikach-Zdroju). Później koncertował w Belgii, Niemczech, Finlandii, Bułgarii, Japonii, USA i Izraelu. Działalność koncertową łączył z pracą pedagogiczną w Konserwatorium Moskiewskim (od 1990 jako profesor). Prowadził też kursy mistrzowskie w USA, Finlandii, Japonii, Niemczech i Izraelu. Był jurorem konkursów muzycznych, w tym Konkursów Czajkowskiego i Skriabina. W 2000 roku otrzymał tytuł Ludowego Artysty Federacji Rosyjskiej.
Zmarł 17 lutego 2001 na niewydolność serca. Pochowany na Cmentarzu Wagańkowskim w Moskwie.

## Repertuar i dyskografia
W jego repertuarze znajdowały się utwory m.in. Fryderyka Chopina, Johannesa Brahmsa, Ludwiga van Beethovena, Siergieja Rachmaninowa, Siergieja Prokofjewa i Aleksandra Skriabina. Nagrał płyty z muzyką m.in. Brahmsa i Skriabina.